# VIII Legislatura del Congreso Nacional de Venezuela

La VIII Legislatura del Congreso Nacional de Venezuela inició tras las elecciones del 5 de diciembre de 1988, sesionando entre 1989 y 1994.

## Bancadas

### Senado
| Partido                      | Escaños |
| ---------------------------- | ------- |
| Acción Democrática           | 22      |
| Copei                        | 20      |
| MAS-MIR                      | 3       |
| Nueva Generación Democrática | 1       |
| Total                        | 46      |
| Fuente: Nohlen               |         |

### Diputados
| Partido                           | Escaños |
| --------------------------------- | ------- |
| Acción Democrática                | 97      |
| Copei                             | 67      |
| MAS-MIR                           | 18      |
| Nueva Generación Democrática      | 6       |
| La Causa Radical                  | 3       |
| Movimiento Electoral del Pueblo   | 2       |
| Unión Republicana Democrática     | 2       |
| Fórmula 1                         | 2       |
| Organización Renovadora Auténtica | 2       |
| Opinión Nacional                  | 1       |
| Partido Comunista de Venezuela    | 1       |
| Total                             | 201     |
| Fuente: Nohlen                    |         |

## Senadores
| Entidad          | Senador                                | Partido            |
| ---------------- | -------------------------------------- | ------------------ |
| Distrito Federal | Mercedes Pulido                        | COPEI              |
| Miranda          | José Ángel Ciliberto                   | Acción Democrática |
| Monagas          | Pedro Augusto Beauperthuy (hasta 1992) | Acción Democrática |
| Monagas          | Pedro Cabello Poleo                    | Acción Democrática |
| Sucre            | Arturo Hernández Grisanti              | Acción Democrática |
| Yaracuy          | Wolfgang Larrazábal                    | Acción Democrática |
|                  | David Morales Bello                    | Acción Democrática |
|                  | Octavio Lepage                         | Acción Democrática |
|                  | Pablo Medina                           | La Causa Radical   |
|                  | Pedro París Montesinos                 | Acción Democrática |

## Diputados
Algunos de los diputados de la VIII Legislatura del Congreso Nacional de Venezuela fueron los siguientes:
- Antonio Ecarri Bolívar
- Antonio Ledezma
- Armando Capriles Capriles
- Aristóbulo Iztúriz
- Carmelo Lauría
- César Pérez Vivas
- Gonzalo Pérez Hernández
- Gustavo Tarre Briceño
- Haydée Castillo
- Humberto Calderón Berti
- Ismael García
- Isolda Heredia de Salvatierra
- José Mendoza Angulo
- Lewis Pérez
- Luis Enrique Oberto (vicepresidente)
- María Teresa Castillo
- Miguel Henrique Otero
- Moisés Moleiro
- Nelson Chitty La Roche
- Oldman Botello
- Oswaldo Graterol (suplente)
- Pablo Medina
- Rhona Ottolina
- Teodoro Petkoff
- Trino Meleán
- Vladimir Gessen
- Vladimir Petit